# Convention de La Haye (1993)
Pour les articles homonymes, voir Convention de La Haye.
Lire en ligne

Texte sur le site officiel

La Convention de la Haye du 29 mai 1993 porte sur la protection des enfants et la coopération en matière d’adoption internationale.
Cette convention a pour objet selon son article premier :
- d'établir des garanties pour que les adoptions internationales aient lieu dans l'intérêt supérieur de l'enfant et dans le respect des droits fondamentaux qui lui sont reconnus en droit international ;
- d'instaurer un système de coopération entre les États contractants pour assurer le respect de ces garanties et prévenir ainsi l'enlèvement, la vente ou la traite d'enfants ;
- d'assurer la reconnaissance dans les États contractants des adoptions réalisées selon la Convention.

Elle rappelle que les enfants doivent être en priorité élevés dans leur famille ou adoptés dans leur propre pays.

## Territoire d'application
La convention signée en 1993 est entrée en vigueur dans la majorité des États signataires. Il existe cependant quelques exceptions.

### Non entrée en vigueur
Trois pays signataires de la convention mais où elle n'est pas encore entrée en vigueur :
1. Russie (Oui)
2. Haïti (Oui)
3. Népal (En cours)

### Entrée en vigueur
Pays où la convention est entrée en vigueur.

#### Tous les pays membres de l'Organisation sauf la Russie
1. Afrique du Sud
2. Albanie
3. Allemagne
4. Australie
5. Autriche
6. Biélorussie
7. Belgique
8. Brésil
9. Bulgarie
10. Canada
11. Chili
12. Chine
13. Chypre
14. Costa Rica
15. Danemark
16. Équateur
17. Espagne
18. Estonie
19. États-Unis
20. Finlande
21. France
22. Géorgie
23. Grèce
24. Hongrie
25. Inde
26. Irlande
27. Islande
28. Israël
29. Italie
30. Macédoine
31. Lettonie
32. Lituanie
33. Luxembourg
34. Malte
35. Maurice
36. Mexique
37. Monaco
38. Monténégro
39. Norvège
40. Nouvelle-Zélande
41. Panama
42. Paraguay
43. Pays-Bas
44. Pérou
45. Philippines
46. Pologne
47. Portugal
48. République tchèque
49. Roumanie
50. Royaume-Uni
51. Slovaquie
52. Slovénie
53. Sri Lanka
54. Suède
55. Suisse
56. Turquie
57. Uruguay
58. Venezuela

#### Certains pays non membres de l'Organisation
1. Andorre
2. Arménie
3. Azerbaïdjan
4. Belize
5. Bolivie
6. Burkina Faso
7. Burundi
8. Cambodge
9. Cap-Vert
10. Colombie
11. Fidji
12. Guatemala
13. Guinée
14. Kazakhstan
15. Lesotho
16. Liechtenstein
17. Madagascar
18. Mali
19. Moldavie
20. Mongolie
21. Rwanda
22. République dominicaine
23. Saint-Marin
24. Salvador
25. Seychelles
26. Sénégal
27. Thaïlande
28. Togo
29. Viêt Nam